# Томпус
Tompoes або tompouce (Томпуз або томпус) - це традиційна випічка в Нідерландах і Бельгії. Це місцевий сорт mille-feuille (мільфейла) або Napoleon, томпоус був представлений амстердамським кондитером і названий на честь адмірала Тома Поуса, сценічного імені фризійського карлика Яна Ханнеми. 

## Традиції
У Нідерландах томпоус є культовим десертом і допускаються лише невеликі варіації у його формі, розмірі та кольорі. Тістечко повинно бути прямокутним, з двох шарів листкового тіста. Глазур - гладка і рожева, іноді біла. Однак протягом багатьох років верхній шар був помаранчевим на Конінгсдаг (День Короля) і за кілька днів до нього. Глазур також може бути помаранчевою, коли національна футбольна команда бере участь у великих міжнародних турнірах; ця традиція існує з 1990 року. Начинка незмінно солодка: кондитерський крем жовтого кольору. Томпуси іноді поливають збитими вершками . Варіації з різними начинками або з желе зустрічаються порівняно рідко і не називаються томпоус.
У Бельгії існує кілька варіацій томпоуса. У Бельгії томпоус зазвичай зверху глазурують білою глазур'ю, іноді з шоколадним орнаментом, схожим на мільфейль (mille-feuille). Boekske ( букв. «буклет») може мати цукрове покриття та бути квадратним. Бельгійці також використовують написання tompouce або називають їх glacé (що вказує на глазур).

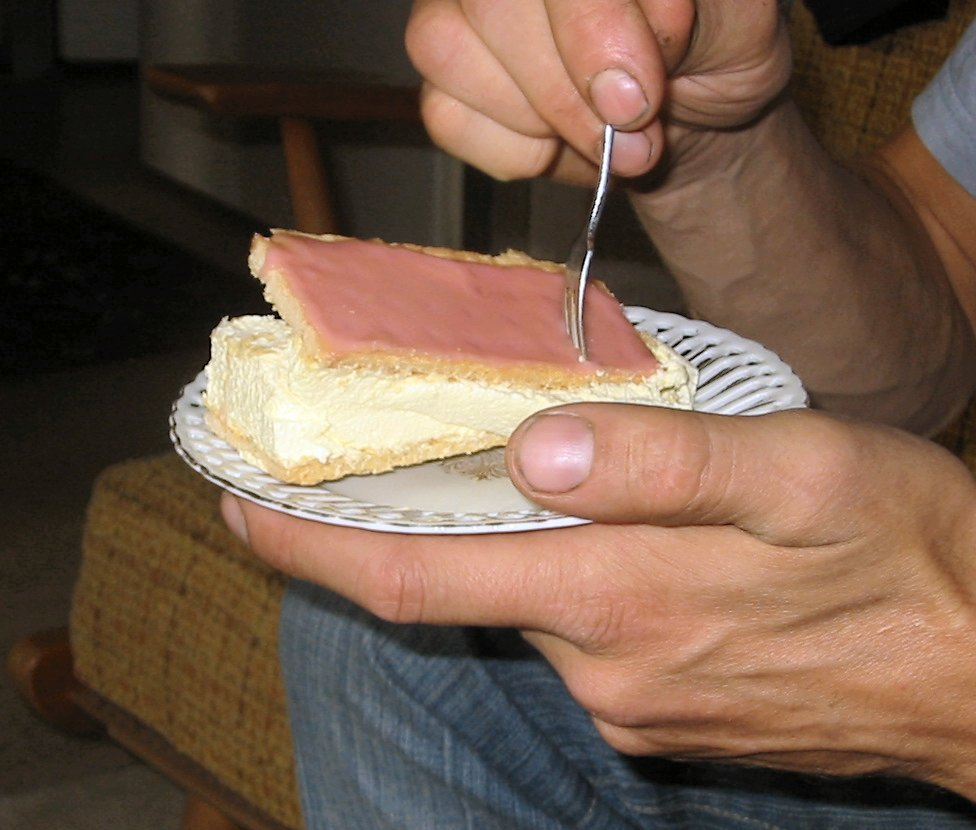
Томпус важко їсти.

Зазвичай тампоуси подають до чаю або кави, а на офіційних заходих їх їдять кондитерськими виделками. Єднак, тверді бісквіти зверху і знизу томпоуса здавлюють крем під час спроби відрізати шматок. Це робить весь процес поїдання тістечка достатньо складним та неохайним що надихнуло гумористичну статтю "Hoe eet je een tompoes?" («Як ви їсте томпоус?»). 
Спрощений, але трохи менш вишуканий спосіб поїдання томпуса полягає в тому, щоб розділити його навпіл. Ви спочатку відламуєте верхній шар з глазуррю і тримаєте його в одній руці, з нижню половину тампоса берете в іншу руку. Потім по черзі відкусуєте шматки - спершу верхній, потім нижній. Навіть у цьому випадку начинка з бісквіту часто стікає просто на руку
Томпуз також можна споживати, перевернувши його на бік, а потім ріжучи його в іншому напрямку на шматочки розміром з канапку, щоб можна було одразу з'їсти цілий шматочок.

## Зовнішні посилання
Вікісховище має мультимедійні дані за темою: Томпус